# Oxyna amurensis
Oxyna amurensis är en tvåvingeart som beskrevs av Friedrich Georg Hendel 1927. Oxyna amurensis ingår i släktet Oxyna och familjen borrflugor. Inga underarter finns listade i Catalogue of Life.